# 王芳 (歌手)
王芳（1985年6月25日—），汉族，辽宁辽阳人，民族唱法歌手，2012年获得江西卫视《中国红歌会》全国年度总亚军而出道至今，2014年踏上中央电视台春晚舞台演唱《英雄赞歌》而走红。其夫为作家周小平。

## 生平
1985年，出生于辽宁省辽阳市一个工人家庭。母亲曾是沈阳纺织厂整理车间的工人，父亲曾是在一所职业技术院校的电工；2002年，考入沈阳音乐学院民族声乐演唱专业本科班（2006年毕业），毕业后留校在沈阳音乐学院担任声乐教师；2010年，考入沈阳音乐学院民族声乐演唱专业硕士研究生（2013年毕业）。
2012年，获得江西卫视《中国红歌会》全国年度总亚军，同年代表江西卫视参加中央电视台《直通春晚》比赛；2013年，参加中央电视台《第十五届青歌赛》获得辽宁赛区铜奖、民族唱法全国10强；同年年底，踏上中央电视台春晚舞台并演唱歌曲《英雄赞歌》而走红。2014年，发行歌曲《美丽中国梦》。
2017年3月15日，网络评论员周小平在个人公众号发布婚讯，新婚妻子即为王芳，其人婚前曾長期為中共前政法委書記孟建柱的情婦。 。
2023年到馬里烏波爾的頓內次克州學院戲劇院廢墟唱《喀秋莎》，引發爭議。

## 爭議

### 揚言抵制電影《黑暗時刻》
2017年，敦克爾克大行動與最黑暗的時刻上映後獲得熱議，王芳在網上發文《抵制敦刻爾克，是一個民族的自覺和自重》，文中出現英國軍隊在中國本土抗日，在敦刻爾克背叛中國人等錯誤。六神磊磊批其為「全年最蠢文章」。

### 馬里烏波爾劇院廢墟唱歌事件
2023年9月7日，俄羅斯傳媒報道一群來自中國大陸的博主到訪了位於烏克蘭東南部馬里烏波爾被炸毀的頓內次克州學院戲劇院，當中王芳在該歌劇院廢墟現場表演蘇聯二戰歌曲《喀秋莎》的影片被俄羅斯在烏東地區建立的傀儡政權“頓涅茨克人民共和國”元首傑尼斯·普希林在俄羅斯社交平臺VKontakte發佈，獲得全球媒體和推特中文圈内網友關注，引起烏克蘭民衆憤慨，原因是馬里烏波爾在2022年的6月已經被俄羅斯全面控制，并在同年9月舉行2022年俄占烏克蘭吞併公投，將馬里烏波爾在内的傀儡政權在頓涅茨克州的控制地和其他被占烏克蘭領土吞并至俄羅斯。烏克蘭政府于2014年俄烏戰爭開始后已經禁止外國公民進入遭親俄武裝占領的割據領土，再加上該戲劇院在馬里烏波爾圍城戰中被炸毀，當時劇院内至少有600名無法逃脫該市的居民在内，他們生死未卜，烏克蘭當局估計俄軍的對劇院的空襲導致300人喪生，在後來又根據美國的估算更高達600人；另外，劇院門前在空襲以前曾被人用粉筆寫上“ДЕТИ”（俄語的“兒童”），試圖提醒俄羅斯軍機不要投下炸彈，但可惜事與願違，歌劇院連同周邊的廣場一同被嚴重破壞，這也是爲什麽烏克蘭當地的反應如此之大。9月8日，乌克兰外交部发言人奥萊赫·尼科倫科谴责王芳在頓內次克州學院戲劇院高唱前苏联歌曲，他表示這些中國人违反了烏克蘭有關外国人入境的法律，烏方重申互相尊重領土完整的重要性，並要求中方对中国公民在马里乌波尔的停留以及唱歌行為做出解释，同時乌克兰外交部对这些游客启动不得入境乌克兰的制裁禁令。尼科倫科也同時透露不排除會派團到台灣交流作為反制。
波兰东方研究中心高级研究员米哈尔·博古斯博士（Michal Bogusz）向美国之音表示，王芳只是中宣部的一个钝器。 “他们认为这是向俄罗斯表示支持的好方法。出于政治原因，北京无法向世界正式承认对乌克兰土地的吞并，因此它象征性地派了王芳这样的人去那里。”

## 音乐作品
- 2012年11月：单曲《让我们舞起来》
- 2013年12月：单曲《英雄赞歌》
- 2014年2月：单曲《美丽中国梦》